# Влае
Влае или понякога книжовно Влахе (на македонска литературна норма: Влае) е квартал на Скопие, столицата на Северна Македония. Част е от община Карпош и е разположен между кварталите Гьорче Петров от запад, Карпош IV от изток, село Злокукяни от север и Вардар от юг, която го отделя от Долно Нерези.

## История
В края на XIX век Влае е българско село в Скопска каза на Османската империя. Според статистиката на Васил Кънчов („Македония. Етнография и статистика“) към 1900 година във Влае живеят 40 българи християни.
Според патриаршеския митрополит Фирмилиан в 1902 година във Влахе има 6 сръбски патриаршистки къщи. По данни на секретаря на Българската екзархия Димитър Мишев („La Macédoine et sa Population Chrétienne“) в 1905 година във Влае има 32 българи екзархисти.
След Междусъюзническата война в 1913 година селото попада в Сърбия.
На етническата си карта от 1927 година Леонард Шулце Йена показва Влахи (Vlahi) като село с неясен етнически състав.
На етническата си карта на Северозападна Македония в 1929 година Афанасий Селишчев отбелязва Влае като българско село.
Според преброяването от 2002 година Влае има 6809 жители.
| Националност     | Всичко |
| северномакедонци | 6340   |
| албанци          | 47     |
| турци            | 11     |
| роми             | 6      |
| власи            | 40     |
| сърби            | 249    |
| бошняци          | 7      |
| други            | 109    |